# Festa Major del Casc Antic
La Festa major del Casc Antic és la festa major del barri de Sant Pere, Santa Caterina i la Ribera de Ciutat Vella de Barcelona. La Coordinadora Festa Major del Casc Antic és una organització que aplega entitats i associacions del barri que s'encarreguen cada any de les festes patronals, l'última setmana de juny.
La imatgeria festiva popular del barri és abundant i coneguda i treu el cap en diverses activitats durant la festa major. D'una banda, la Colla de Geganters del Casc Antic acull les figures dels gegants de Santa Maria del Mar, els gegants Peret i Marieta, la geganta Caterina i en Tinet el Graller, amfitrions de la trobada gegantera. I, per una altra banda, els gegants de Sant Pere de les Puel·les, parròquia del patró, fan un seguici i uns balls el mateix dia de la festivitat.

## Activitats
Hi ha activitats molt diverses i aptes per a totes les edats, com ara grans àpats populars –sopars, botifarrades, vermuts–, balls de festa major, espectacles de teatre al carrer, tallers... En aquests barris, també hi és molt viva la cultura popular; per això, en el programa festiu, hi són ben presents les activitats de caràcter més folklòric i tradicional, com ara castellers, correfocs, trobades, cercaviles i balls de gegants.
Les sardanes també tenen un espai específic en el programa, amb una audició i ballada popular el dia de Sant Pere al matí. D'una altra banda, ja fa uns quants anys que es dedica una jornada al ball de bastons, i també es fa una mostra de danses en una activitat anomenada Esbarts al carrer, organitzada per l'Esbart l'Espiga d'Or i amb la participació de grups convidats.

## Motiu
La festa ret homenatge a sant Pere, a qui s'atribueix la tasca de guardar les portes del paradís. D'aquí ve que es representi amb unes claus a la mà. Segurament el barri en va prendre el nom i el té com a patró perquè es va originar al voltant del monestir de Sant Pere de les Puel·les, a partir del segle xi.